# Kraljevstvo mačaka
Kraljevstvo mačaka (јап. 猫の恩返し, transkr. Neko no Ongaeshi, eng. The Cat Returns), ili Povratak mačaka, je japanski animirani film iz 2002. godine. Nastao je u režiji Hirojukija Morite iz studija Gibli, dok su ga producirali Tošio Suzuki i Nozumo Takahaši, a napisala Reiko Jošida. Film je zasnovan na mangi The cat returns autorke Aoi Hiragi, i predstavlja spinof filma Šapat srca. Muziku je komponovao Judži Nomi. 
Premijera filma održana je 20. jula 2002. godine u Japanu. U Srbiji, film je u sinhronizovanom i titlovanom obliku prodavan u setu zajedno sa filmovima Začarani grad, Porko Roso, Zamak na nebu i Totoro.
Film je osvojio nagradu za „odličnost” na japanskom Media Arts festivalu 2002. godine. 

## Radnja
Priča je o devojci po imenu Haru. Ona je tiha i stidljiva srednjoškolka koja ima potisnutu sposobnost da razgovara sa mačkama. Jednog dana ona spase tamno plavu mačku od udara kamiona na prometnoj ulici. Ispostavlja se da je mačka Lun, princ od Kraljevstva mačaka. Kao zahvalnicu, mačke daju Haru poklone u obliku mačje hrane, mačje trave i ponudu braka sa princom. Njen zbunjujući odgovor shvaćen je kao da.
Neželeći ništa od ovoga, Haru čuje nežan, ženski glas, koji joj kaže da potraži Mačju Poslovnicu. Haru upoznaje Mutu, veliku, belu mačku koja je vodi do Barona (isti baron iz filma Šapat srca) i gavrana zvanog Toto. Baron i Toto su zapravo statue kojima je podaren život. Ubrzo nakon toga, Haru i Mutu na silu odlaze u Kraljevstvo mačaka, ostavljajući Barona i Totoa u svetu ljudi da ih prate puten vazduha. Baron i njegov prijatelj gavran, prateći ih nađu ulaz u Kraljevstvo mačaka: pet jezera koja formiraju mačju šapu.
Haru je počašćena gozbom u dvorcu mačjeg kraljevstva i zbog hrane počinje polako da se pretvara u mačku sa preplanulim šapama, ušima i brkovima, mada idalje ostaje većinom čovek, tako da će biti prikladna mlada za princa. Na gozbi Baron (koji je prerušen) pleše sa Haru kao deo zabave i otkriva joj da što više sebe izgubi u kraljevstvu, to će više postati mačka, još dodaje da mora da otkrije pravu sebe. Uskoro kralj otkriva ko je zaista Baron i primora ga da se bori sa svojim stražarima. U begstvu im pomaže Sneška, bela mačka koja radi kao sluškinja u palati, i ona je ta koja je pokušala da upozori Haru da ode iz kraljevstva mačaka pre nego što je odvedu u palatu. Pošto im Sneška pokaže tunel kroz koji mogu da pobegnu Haru, Baron i Muta prolaze kroz lavirint da bi stigli do kule koja sadrži portal do Haruinog sveta. Kralj prolazi kroz veliku muku da bi ih zadržao u Kraljevstvu mačaka dovoljno dugo da bi Haru ostala u svom mačjem obliku i da bi mu postala snajka.
Lun i njegovi čuvari vraćaju se u Kraljevstvo mačaka i otkrivaju da se kralj nije ponašao u njegovo ime, da on nema nikakvu želju da se venča sa Haru, nego da je on u stvari hteo da zaprosi Snešku. Otkriva se da je Muta zloglasni kriminalac u kraljevstvu (zato što je u roku od jednog obroka pojeo celo jezero riba), i da je Sneška glas koji je savetovao Haru da potraži mačju upravu. Kao mala, Haru je spasla Snešku od gladovanja tako što joj je davala krekere u obliku riba. Muta, ili kako je znan u kraljevstvu kao zloglasni kriminalac Renaldo Mun, kaže Haru „Oduvek sam se divio odlučnim ženama“ pošto ona odbije kraljevu prosidbu i nastavlja da joj pomaže u begstvu od kraljevih stražara.
Na kraju Baron, Haru i Muta uspevaju da pobegnu iz Mačjeg sveta uz pomoć princa Luna i Toto. Haru otkriva sebe i kaže Baronu kako ga je zavolela. On njoj kaže, „Da napomenem, divim se mladoj ženi koja govori iz srca“ i ako joj budu trebali da su joj vrata mačjeg biroa uvek otvorena. Haru se vraća u ljudski svet sa više samopouzdanja; posle saznanja da je dečko koji joj se sviđao raskinuo sa devojkom, ali je na to jednostavno rekla „više nije bitno.“

## Uloge
| Likovi                     | Japanski glas     | Srpski glas        |
| -------------------------- | ----------------- | ------------------ |
| Haru Jošioka               | Čizuru Ikevaki    | Marija Vicković    |
| Baron Humbert fon Gikingen | Jošihiko Hakamada | Milan Čučilović    |
| Muta / Renaldo Mun         | Tecu Vatanabe     | Marko Marković     |
| Toto                       | Josuke Saito      | Olivera Viktorović |
| Kralj mačaka               | Tecuro Tanba      | Marko Živić        |
| Princ Lun                  | Takajuki Jamada   | Marko Marković     |
| Sneška                     | Aki Maeda         | Marija Vicković    |
| Natori                     | Kenta Satoj       | Milan Čučilović    |
| Natoru                     | Mari Hamada       | Jadranka Selec     |
| Naoko Jošioka              | Kumiko Okae       | Jadranka Selec     |
| Hiromi                     | Hitomi Sato       | Teodora Viktorović |
| Nastavnik                  | nepoznato         | Marko Živić        |
| Mašida                     | Ken Jasuda        | Marko Marković     |

## Razvoj
Godine 1995., studio Gibli je izbacio film pod nazivom Šapat srca, zasnovan na mangi Aoi Hiragi, o devojci koja piše fantastični roman. Iako devojkin život nije imao nikakavih magičnih elemenata, u filmu se javljaju kratki magični momenti koji prikazuju šta devojka piše o Baronu, liku iz njenog romana, koji su bili toliko popularni da je napravljen drugi deo koji prikazuje Barona i još jednu srednjoškolku po imenu Haru. Muta se takođe pojavljuje. Kraljevstvo mačaka je početak „Mačjeg projekta“ koji je osmišljen 1999. godine nakon što je studio Gibli dobio molbu od japanskog zabavnog parka da napravi dvadesetominutni kratki film o mačkama. Hajao Mijazaki je hteo tri ključna elementa u tom kratkom filmu – Barona, Mutu i misterioznu antikvarnicu. Hiragi je pozvana da ilustruje mangu koja će pratiti istu priču. Zabavni park je kasnije otkazao projekat. Mijazaki je onda iskoristio materijal za testiranje budućih Giblijevih reditelja, i kratki film je postao film od 45 minuta. Glavni urednik filma postao je Hirojuki Morita, koji je počeo svoju karijeru 1999. godine radeći na filmu Moji susedi Jamade. U roku od devet meseci, on je adaptirao mangu u 525 strana storiborda za ono što je trebalo da bude Kraljevstvo mačaka. Mijazaki i Tošio Suzuki su odlučili da produciraju dugometražni film u potpunosti zasnovan na Moritinom storibordu. 

## Prijem
Film je imao najveću zaradu u Japanu 2002. godini i bio je 7. po redu film sa najvećom zaradom te godine. Zaključno sa 5. januarom 2015. on je 86. film po zaradi u Japanu sa zarađenih 6,46 milijardi jena. Prema Rotten Tomatoes, film ima rejting od 89%. Majkl But iz Denverovog posta je u svojoj recenziji napisao: „Morita ima malo siroviji, realniji pogled na svet i na njegovu samoću, u odnosu na Mijazakija, i to može da se vidi u Kraljevstvu mačaka.“

## Dodatna literatura
Anime
-{
- Arnold, Adam (mart 2005). „The Cat Returns”. Animefringe. 6 (3). стр. 18.
- Jones, Tim. „Tim's Top 20 Favorite Anime of the 00's”. T.H.E.M. Anime Reviews.
- Luther, Katherine (24. 12. 2011). „Favorite Family Anime”. About.com. The New York Times Company. Архивирано из оригинала 09. 03. 2012. г.
- Non, Sergio (28. 1. 2005). „The Cat Returns”. IGN. Ziff Davis. Архивирано из оригинала 02. 01. 2012. г.
- Santos, Carlo (31. 3. 2005). „The Cat Returns DVD”. Anime News Network.
- Stanton, Hannah (26. 8. 2004). „The Cat Returns”. T.H.E.M. Anime Reviews. Архивирано из оригинала 11. 10. 2004. г.
- „Cat Moves”. The Official Schoolgirl Milky Crisis Blog. Jonathan Clements. 31. 12. 2008.
- „Top 25 Animated Movies of All Time”. IGN. Ziff Davis. 11. 3. 2008. стр. 1.

}-
Manga
-{
- Webb, Jen (18. 10. 2011). „Baron: The Cat Returns”. Teenreads. The Book Report, Inc. Архивирано из оригинала 17. 02. 2020. г. Приступљено 15. 05. 2017.
- Arnold, Adam (april 2005). „Manga Shorts: Baron: The Cat Returns”. Animefringe. 6 (4). стр. 29.
- Chavez, Eduardo M. (15. 3. 2005). „Baron: the Cat Returns Vol. #01”. Mania. Demand Media. Архивирано из оригинала 10. 6. 2014. г.
- Contino, Jennifer M. (maj 2005). „Baron: The Cat Returns”. Newtype USA. 4 (5). A.D. Vision. стр. 164. ISSN 1541-4817.

}-

## Spoljašnje veze
- Званични веб-сајт studija Gibli (језик: јапански)
- Званични веб-сајт Diznija
- Kraljevstvo mačaka на веб-сајту
- Kraljevstvo mačaka на веб-сајту  (језик: енглески)
- Kraljevstvo mačaka na sajtu Japanese Movie Database (језик: јапански)
- Kraljevstvo mačaka на веб-сајту  (језик: енглески)